# Dino Ferrari (pintor)
Dino Ferrari (Ascoli Piceno, 29 de maio de 1914 – Ascoli Piceno, 15 de setembro de 2000) foi um pintor italiano.

## Obras

### Diretório de museus que contêm suas obras
- Assalto alla Città, pintura sobre painel, Galeria de Arte Moderna do Palácio Pitti, Florença, 1958
- Veduta del Salone della Vittoria, pintura sobre painel, Pinacoteca Civica de Ascoli Piceno, 1935
- Veduta di paese, pintura a óleo, Pinacoteca Civica de Ascoli Piceno, 1955
- Veduta architettonica con figure, pintura sobre painel, Pinacoteca Civica de Ascoli Piceno, 1962
- Figura di donna, pintura a óleo, Pinacoteca Civica de Ascoli Piceno, 1962

### Obras públicas
- I tre Regni, afresco, abside central da igreja do Sagrado Coração de Ascoli Piceno, 1955
- Nozze di Cana, afresco, igreja de Santa Maria de Petritoli, 1958
- Le tre chiese, la Militante, la Purgante, la Trionfante, afresco, igreja de Santa Maria de Petritoli, 1958
- Sant'Antonio da Padova, pintura a óleo, igreja de Santo Antônio de Castel di Lama, 1972
- Crocifissione, pintura acrílica sobre painel (240X350), igreja de Santo Antônio de Castel di Lama, 1981
- Cristo risorto, pintura acrílica sobre painel (220x180), igreja de Santo Antônio de Castel di Lama, 1981
- Cristo tra i malati, pintura acrílica sobre painel (190x300), Auditorium CARISAP de Ascoli Piceno, 2000
- Crocifissione con predella raffigurante la Via Crucis, pintura acrílica sobre painel (245x300), Auditorium CARISAP de Ascoli Piceno, 2000

### Obras em coleções particulares
- Vanità di donne, 1984,  pintura acrílica sobre tela (Milão, coleção particular). A pintura representa um dos resultados da busca pela Ferrari definitiva
- A teatro, 1973, óleo sobre masonite 40x30 (coleção particular de Ascoli Piceno)

## Prêmios
- 50 Poeti per 50 Pittori, prêmio especial, Roma, 1975
- Force, Departamento de Turismo da Região de Marche, Force, 1976
- Quercia d'Oro 82, prêmio nacional da cultura, Roma, 1982
- S. Benedetto 82, San Benedetto del Tronto, 1982
- Oscar Italia 1982, Viareggio
- Quercia d'Oro 83, prêmio nacional, Roma, 1983
- Biennale Internazionale della Critica 1983, Latina
- Europa 83, Galleria d'Arte Moderna Alba, Ferrara, 1983
- Gran Sigillo d'Europa London 1983, Londres
- Europeo della cultura, República de San Marino, 1983
- Nazioni Aquila d'Oro
- Galleria d'Arte Moderna Alba, Ferrara, 1984
- Bologna 1984, Bolonha
- David 1984, Galleria d'Arte Moderna Alba, Ferrara
- Alba 1985, Galleria d'Arte Moderna Alba, Ferrara
- Città di New York, prêmio internacional, Galleria d'Arte Moderna Alba, Ferrara, 1987
- Trofeo d'Oro 1987, Galleria d'Arte Moderna Alba, Ferrara
- VIP 1988, Galleria d'Arte Moderna Alba, Ferrara

## Exposições
- Collettiva, Palazzo degli Studi di Recanati, 1935, Recanati
- Collettiva di arte sacra, Presidenza Diocesana, 1953, Livorno
- Collettiva “VI Premio Nazionale di Pittura Golfo della Spezia”, (com Mario Sironi, Carla Accardi, Gerardo Dottori, Felice Casorati, Ottone Rosai, Mino Maccari, Emilio Vedova), 1954, La Spezia
- Collettiva “Rassegna d'arte italiana”, Graphil Galerie, 1963, Amesterdão
- Personale di grafiche e collages, Galleria d'Arte Nuove Proposte, 1974, Ascoli Piceno
- Personale di opere grafiche, Galleria Open Art, 1987, San Benedetto del Tronto